# ECTsim
ECTsim to oprogramowanie open source napisane w języku MATLAB przeznaczone do symulacji pomiarów i rekonstrukcji obrazów w elektrycznej tomografii pojemnościowej (ECT).
Nazwa jest akronimem z języka angielskiego Electrical Capacitance Tomography Simulation. W graficznym logo litery E i s są zastąpione greckimi literami ε (epsilon) i σ (sigma), które są symbolami przenikalności i przewodności właściwej, dwóch podstawowych własności elektrycznych materii.

## Historia
W 2008 roku w Laboratorium Akwizycji i Przetwarzania Informacji na Politechnice Warszawskiej rozpoczęto prace nad oprogramowaniem do symulacji numerycznych i rekonstrukcji obrazów w dwuwymiarowej elektrycznej tomografii pojemnościowej w języki MATLAB . W 2013 roku oprogramowanie zostało rozbudowane o zagęszczanie siatki kartezjańskiej z metodą elementów skończonych do rozwiązywania problemu prostego.
Pierwsza próba rozbudowania ECTsim do obsługi symulacji w  elektrycznej tomografii trójwymiarowej miała miejsce w 2017 roku, użyto wtedy metody hybrydowej, w której niektóre funkcje napisane zostały w języku C++ i wywoływane w MATLAB, aby uzyskać szybsze obliczenia. Jednak oprogramowanie było nieintuicyjne w użytkowaniu i awaryjne.
W 2020 roku powstała nowa wersja ECTsim, obsługująca zarówno symulację 2D, jak i 3D. Najnowsza wersja jest napisana w pełni w języku MATLAB i używa zagęszczanej siatki typu octree w połączeniu z metodą objętości skończonych.
Od 2024 roku ECTsim jest publicznie dostępny w serwisie GitHub na licencji Apache 2.0.

## Funkcje i możliwości

### Modelowanie numeryczne

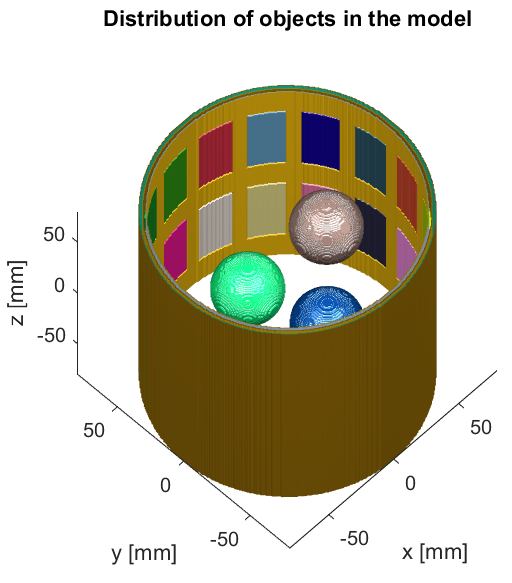
Model 3D sensora tomograficznego z obiektami wewnątrz zaprojektowany przy użyciu ECTsim

ECTsim do modelowania numerycznego zapewnia zestaw funkcji, które za pomocą prymitywów geometrycznych i prostych transformacji umożliwiają tworzenie dowolnych obiektów 2D i 3D potrzebnych do modelowania sensora pomiarowego w elektrycznej tomografii pojemnościowej. Te narzędzia upraszczają proces konstruowania złożonych modeli, ułatwiając użytkownikom przygotowanie szczegółowych symulacji numerycznych.

### Symulacja pomiaru

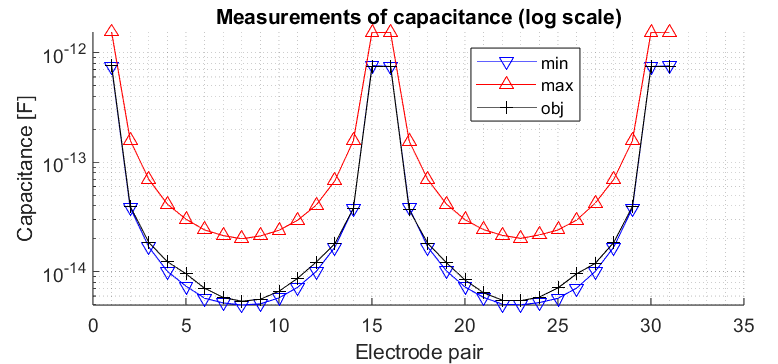
Zasymulowany pomiar pojemności

ECTsim wykorzystuje metodę objętości skończonych z zagęszczaniem siatki quadtree i octree dla modeli 2D i 3D, odpowiednio. Oprogramowanie pozwala na symulację zespolonych rozkładów potencjału, rozkładów pola elektrycznego i przygotowanie macierzy wrażliwości. Możliwa jest symulacja zarówno pomiarów przewodności, jak i pojemności, dostarczając kompleksowych danych dla elektrycznej tomografii pojemnościowej.

### Rekonstrukcja obrazu

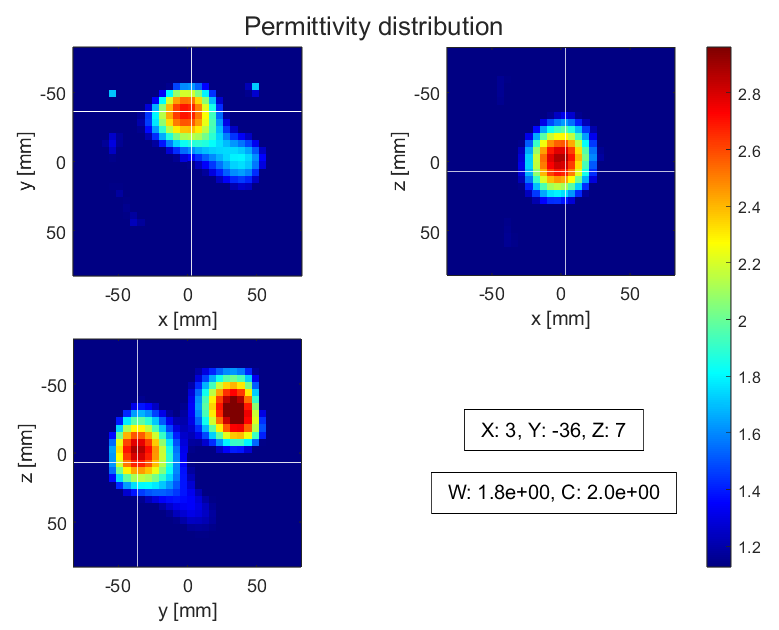
Widok wielopłaszczyznowy zrekonstruowanego rozkładu przenikalności

Oprogramowanie zawiera cztery podstawowe algorytmy rekonstrukcji obrazu: liniowa projekcja wsteczna (LBP), pseudoodwrotność Moora-Pendrosa (PINV), iteracyjny algorytm Landwebera oraz półliniową implementację algorytmu Levenberga-Marquardta.

### Zaawansowane metody wizualizacji
Oprogramowanie ECTsim jest wyposażone w zaawansowane metody wyświetlania zarówno obrazów 2D, jak i 3D, w tym rekonstrukcję wielopłaszczyznową (ang. multiplanar reconstruction - MPR), cieniowanie Phonga oraz techniki wizualizacji przekrojów. W metodach zaimplementowane jest okienkowanie, co umożliwia dostosowanie kontrastu, które jest ważne podczas wizualnej interpretacji danych tomograficznych.

## Zastosowania
ECTsim znalazł zastosowanie zarówno w aplikacjach przemysłowych jak i biomedycznych, w tym obrazowania płuc oraz badania udaru mózgu. W ostatnich latach, ze względu na bardzo szybkie działanie przy zachowaniu dużej dokładności symulacji, znajduje zastosowanie przy przygotowywaniu zbiorów uczących dla uczenia maszynowego. Duże zbiory danych są kluczowe przy rekonstrukcji z użyciem sieci neuronowych do rekonstrukcji obrazów 3D.